# エルンスト・トラー
エルンスト・トラー（Ernst Toller、1893年12月1日 - 1939年5月22日）は、ドイツの政治家、劇作家。元バイエルン・レーテ共和国政府主席

## 生涯
プロイセン王国ポーゼン県ザモチン（現:ポーランド・ヴィエルコポルスカ県シャモチン）で生まれた。穀物卸売業を営むユダヤ人一家であり、イディッシュ語で育つ。フランスのグルノーブル大学に通っていたが、1914年に第一次世界大戦が勃発、ドイツ軍に志願するため帰国した。従軍中に西部戦線で負傷して退く。療養中にミュンヘン大学やハイデルベルク大学に通い始め、哲学や法を学ぶ。
従軍体験から平和主義へと転向し、戦時中にハイデルベルクで反戦運動を旗揚げした。独立社会民主党に入党。1919年に発表した革命をテーマとする戯曲『転変』はベルリンの劇場で初演され、賞賛を浴びた。同年、ドイツ革命に呼応してトラーはグスタフ・ランダウアーやエーリッヒ・ミューザムらとともにバイエルン地域で革命を起こし、バイエルン・レーテ共和国の建国を宣言、内閣を発足させ、首班に就任したが、またたくまにトラー革命政権は瓦解した。トラーは雲隠れしていたが官憲に捕縛され、国家転覆の廉により起訴された。裁判でマックス・ヴェーバー、トーマス・マン、ロマン・ロランの嘆願もあって大幅に減刑されたうえで禁錮5年の判決を言い渡される。その後、シュターデルハイム刑務所に収監された。獄中で『群衆＝人間』 (1921年)、『機械破壊者』 (1922年)、『独逸男ヒンケマン』(1923年)といった様々な戯曲を書きおろす。トラーの傑作の多くはこの頃に書かれたものが多く、ドイツ表現主義戯曲の旗手と見なされた。時を同じくして『機械破壊者』や『独逸男ヒンケマン』はベルリン、ライプツィヒ、ミュンヘンの劇場で多くの役者を集めて上演された。出獄後の1927年に戯曲『どつこいおいらは生きてゐる!』を発表して大いに反響を呼んだ。
早くからナチス批判の急先鋒だったが1933年にナチスが政権を獲得したことから英国を経て米国に亡命した。はじめハリウッドへ、それからニューヨークに赴き、様々な作品を発表してゆくが、ドイツに残した家族が強制収容所に入れられたことに衝撃を受け、1939年にマンハッタンのホテルの一室で首吊り自殺を遂げた。

## 著作

### 戯曲
- 『機械破壊者』 藤井清士訳 新潮社 1924年
- 『独逸男ヒンケマン』 北村喜八訳 新詩壇社 1924年
- 『解放されたヲオタン』  久保栄訳 近代社 1927年
- 『群衆＝人間』  吉安光徳訳 河出書房新社 1930年
- 『どつこいおいらは生きてゐる!』 瀬木達訳 改造文庫 1930年
- 『盲目の女神』  小笠原豊樹訳 みすず書房 2011年
- 『毒殺疑惑のリーデル＝グアラ事件』 小笠原豊樹訳 みすず書房 2011年

### その他
- 『燕の書 詩集』  村山知義訳 長隆舎書店 1925年
- 『獄中からの手紙・燕の書』  村山知義/島谷逸夫訳 東邦出版社 1978年